# Chang Hyo-hui
 (décembre 2020).
Pour les articles homonymes, voir Chang.
Chang Hyo-hui (coréen : 장효희 ; 張孝熙 ; 1948 - 2 décembre 2003) était un prédicateur protestant de Corée du Sud.

## Œuvres
- Yagobosik hullyeon (야고보식 훈련)
- La Grâce de Dieu (하나님의 은혜)
- Kgolmangtae (꼴망태)